# Aethes triangulana
Aethes triangulana là một loài bướm đêm thuộc họ Tortricidae. Nó được tìm thấy ở hầu hết châu Âu tới Trung Á, vùng Amur và Nhật Bản.
Sải cánh dài 18–22 mm. Loài này bay từ tháng 5 đến tháng 6.
Ấu trùng ăn Veronica longifolia.

## Phụ loài
- Aethes triangulana triangulana
- Aethes triangulana excellentana (Ussuri, Amur, Nhật Bản)